# Georges Cziffra
Georges Cziffra, nato György (Budapest, 5 novembre 1921 – Longpont-sur-Orge, 17 gennaio 1994), è stato un pianista ungherese naturalizzato francese nel 1968.

## Biografia
Originario di una famiglia tzigana (i suoi genitori erano ungheresi, espulsi dalla Francia prima della prima guerra mondiale). Il padre era un cimbalista e suonava nei cabaret parigini. Il giovane György dimostrò precocissime doti di pianista e caratteristiche del prodigio: a quattro anni, riusciva a imparare ciò che studiava la sorella. A cinque anni fece il suo primo concerto in un circo, a nove anni entrò nell'Accademia Franz Liszt di Budapest e realizzò le sue prime tournée europee a sedici anni.
Si sposò nel 1939 con Soleilka, giovane di origine egiziana, prima di partire in guerra. Fu prigioniero nel 1941; solo nel 1946 riuscì a raggiungere la sua famiglia (allora aveva un figlio di quattro anni, György). Nel 1947, riprese lo studio del pianoforte all'Accademia Franz Liszt (con György Ferenczi e con il compositore e pianista Ernő Dohnányi). Nel frattempo, per mantenersi, era solito intrattenere i clienti in diversi bar e cabaret di Budapest.
Ribelle al regime comunista, fu nuovamente prigioniero politico dal 1950 al 1953, lavorò come "porta pietre". Liberato, dovette subire una rieducazione fisica di diversi mesi per eliminare i dolori articolari. Ottenne, nel 1955, il Premio Franz Liszt. L'anno seguente, con la sua famiglia, si oppose al regime ungherese e, dopo un concerto a Vienna, si stabilì in Francia.
Il suo talento fu subito apprezzato a Parigi, sia dal pubblico che dagli altri pianisti. Nel 1957 registrò una prima versione delle Rapsodie ungheresi (Liszt resta il suo compositore preferito). Nel 1966 fondò il festival di La Chaise-Dieu (Alvernia). Nel 1968 ottenne la cittadinanza francese. Nel 1975 creò la Fondazione Cziffra per aiutare i giovani talenti. La morte del figlio durante un incendio nel 1981 ebbe ripercussioni negative sulle sue apparizioni pubbliche che si fecero sempre più rare. Cziffra morì per un infarto il 17 gennaio 1994 a Senlis.
A Senlis esiste una fondazione istituita dalla moglie Soleilka Cziffra.

## Tecnica
Fu uno dei maggiori virtuosi del XX secolo. Rinomato per una tecnica assai raffinata, un'estrema scioltezza del polso e un'incredibile capacità di suonare accordi in velocità, Cziffra mostrò anche, come già era accaduto per Horowitz, grandi capacità di trascrittore: le danze ungheresi di Johannes Brahms, la Danza delle spade di Aram Il'ič Chačaturjan e tra le altre una difficilissima versione de Il volo del calabrone (già trascritto in precedenza da Sergei Rachmaninov) a doppie ottave e ad accordi, sono strepitose gemme della sua produzione.
Oltre alle capacità tecniche di cui era dotato, Cziffra aggiungeva anche una grande capacità di improvvisazione. Per lui l'improvvisazione era

«Un atto musicale fondamentale, perché permette di innescare un processo di autosuperamento, mettendo in collegamento l'esecutore con se stesso.»

E tra gli altri questo è uno degli aspetti che lo rendono molto vicino alla musica di Liszt, che lui stesso dichiara essere il suo compositore preferito e mentore ispiratore. In un'intervista alla Magyar Rádió di Budapest, Cziffra racconta:

«Ho cominciato a suonare il pianoforte alla stregua (di Liszt) quando ero piccolo […] Penso che le mie capacità d'improvvisatore non fossero particolarmente inferiori alle sue. Non è una questione di modestia o vanità, la questione è che a quei tempi ero in grado di improvvisare e riuscivo a pensare dalle quattro battute in avanti. … Allo stesso tempo però, modello bene la forma del pezzo. Non sto solo interpretando, in quel momento creo un pezzo! Perciò, credo di essere compositore in un certo senso, non del livello di Liszt, ma condividiamo alcuni tratti».

A proposito del repertorio lisztiano, sebbene a differenza di Leslie Howard non ne abbia registrato l'opera completa, non suonando mai né le opere giovanili, né quelle senili e neanche le grandi trascrizioni e del suo rapporto con questo disse:

«Ho sempre avuto una comprensione naturale di Liszt; ho visto i suoi lavori sulla carta e in un modo o nell'altro ho trovato un immediato e innato collegamento con la sua musica. Questo è un fenomeno per il quale difficilmente potrei trovare una spiegazione. Ancora oggi lavoro su un breve pezzo di Liszt. L’imparo molto velocemente».

In particolare il suo repertorio di Liszt riguardava opere specifiche che andavano dal Grand Galop Chromatique, S.219 ai Jeux d'eau à la Villa d'Este, quarto brano dall'opera S.163 Années de pèlerinage: Troisième année, oppure ancora il primo dei quattro Valses oubliées, S.215, i piccoli brani esoterici, enigmatici o armonicamente visionari come la Bagatelle sans tonalité, S.216a.